# Histioteuthis bonnellii
Calmar à ombrelle
Espèce
Statut de conservation UICN

 LC  : Préoccupation mineure
Histioteuthis bonnellii, le Calmar à ombrelle, est une espèce de calmars de la famille des Histioteuthidae.

## Distribution
Ce taxon se rencontre dans les pays suivants : Afrique du Sud, Algérie, Australie, Canada, Espagne, Maroc, Nouvelle-Zélande, Portugal, Tunisie, États-Unis.

## Systématique
Le nom valide complet (avec auteur) de ce taxon est Histioteuthis bonnellii (A.Férussac, 1835).
L'espèce a été initialement classée dans le genre Cranchia sous le protonyme Cranchia bonnellii A.Férussac, 1835,.
Histioteuthis bonnellii a pour synonymes :
- Cranchia bonelliana
- Cranchia bonnellii A.Férussac, 1835
- Histioteuthis bonelliana (Férussac, 1834)
- Histioteuthis bonnellii  ubsp. bonnellii
- Histioteuthis bonnellii  ubsp. corpuscula M.R.Clarke, 1980
- Histioteuthis collinsii A.E.Verrill, 1879
- Histioteuthis ruppelli Vérany, 1846
- Histioteuthis ruppellii Vérany, 1846
- Lolidona euphrosina Risso, 1854

## Étymologie
Son épithète spécifique, bonnellii, lui a été donnée en l'honneur de Franco Bonnelli (1784-1830), professeur à Turin.  

## Publication originale
- de Férussac, « Note sur deux genres de Céphalopodes encore peu connus, les genres Calmaret et Cranchie, et sur une nouvelle espèce fort remarquable de chacun de ces deux genres », Magasin de Zoologie, Paris, vol. 5,‎ 1835, p. 1-9 (lire en ligne, consulté le 19 septembre 2023).